# Pigs of the Roman Empire (álbum)
Pigs of the Roman Empire es un álbum de Melvins y Lustmord, lanzado en 2004 por Ipecac Records. El disco incluye ocho pistas cortas y sin sentido con ocasionales destellos de los Melvins mostrando su interminable potencia. El tema principal del disco es el sombrío e hipnótico Pigs of the Roman Empire un ambient-doom de 22 minutos.

## Lista de canciones
Todas las canciones acreditadas por Osborne/Lustmord
1. "III" – 3:00
2. "The Bloated Pope" – 3:45
3. "Toadi Acceleratio" – 3:25
4. "Pigs of the Roman Empire" – 22:29
5. "Pink Bat" – 6:32
6. "ZZZZ Best" – 1:59
7. "Safety Third" – 6:11
8. "Idolatrous Apostate" – 6:46
9. [Untitled Track] – 5:47

## Personal
- King Buzzo -  Guitarra, voz, bajo, electrónica
- Dale Crover - batería, Guitarra, electrónica, Guitarra, Teclados
- Adam Jones - Guitarra
- B. Lustmord - Diseño de sonido, Programación y producción
- Sir David Scott Stone - Electrónica adicional Teclados
- Toshi Kasai - Grabación
- John Golden - Mastering
- Mackie Osborne - Dirección artística y diseño[3]